# King Von
Дејвон Дакван Бенет (енгл. Dayvon Daquan Bennett; Чикаго, 9. август 1994 — Атланта, 6. новембар 2020), познат као King Von, био је амерички репер. Познат је по сингловима Crazy Story и Took Her to the O, као и студијском албуму Welcome to O'Block (2020). Убијен је 6. новембра 2020. током свађе са сарадницима репера Quando Rondo.

## Биографија
Рођен је 9. августа 1994. у Чикагу. Имао је шест полубраће и сестара преко свог оца, Волтера Е. Бенета, и троје браће и сестара преко мајке Тише. Отац му је био у затвору, те нису имали нормалан однос. Када је имао 11 година, оца му је убио наоружани нападач. Касније је одао почаст свом оцу у више песама.
Са 16 година, отишао је у притвор за малолетнике због оружане пљачке у јануару 2011. У јулу 2014. оптужен је по једној тачки за убиство првог степена и две тачке за покушај убиства у вези са пуцњавом у којој је један човек убијен, а двоје рањено. Ослобођен је у децембру 2017.
Био је у вези с прекидима са реперком Asian Doll, али наводно нису били заједно у време његове смрти. Бенет има троје деце: два сина и ћерку.
Дана 6. новембра 2020, око 2.15 часова, Бенет и његова екипа били су умешани у свађу са екипом репера Quando Rondo испред наргила-салона Монако у Атланти. Спор је брзо прерастао у пуцњаву, а Бенет је упуцан више пута. Превезен је у болницу у критичном стању и тамо је касније тог дана преминуо. Имао је 26 година.

## Дискографија
Студијски албуми
- (2020)
- (2022)
- (2023)